# Semi-inneres Produkt
Das semi-innere Produkt ist ein Begriff aus dem mathematischen Teilgebiet der Funktionalanalysis. Es ist für {\displaystyle \mathbb {K} }-Vektorräume definiert, wobei  {\displaystyle \mathbb {K} } für den Körper der reellen oder komplexen Zahlen steht, und verallgemeinert den Begriff des inneren Produktes.

## Definition
Ein semi-inneres Produkt auf einem {\displaystyle \mathbb {K} }-Vektorraum {\displaystyle V} ist eine Abbildung {\displaystyle [\cdot ,\cdot ]:\,V\times V\rightarrow \mathbb {K} } mit folgenden Eigenschaften
1. {\displaystyle x\mapsto [x,y]} ist für jedes {\displaystyle y\in V} ein lineares Funktional.
2. {\displaystyle [x,x]\,>\,0} für alle von 0 verschiedenen {\displaystyle x\in V}.
3. {\displaystyle |[x,y]|^{2}\,\leq \,[x,x][y,y]} für alle {\displaystyle x,y\in V}.

## Vergleich mit inneren Produkten
Ist {\displaystyle \langle \cdot ,\cdot \rangle :V\times V\rightarrow \mathbb {K} } ein inneres Produkt auf dem Vektorraum {\displaystyle V}, so erfüllt dieses trivialer Weise die ersten beiden der obigen Bedingungen, und die Cauchy-Schwarzsche Ungleichung zeigt, dass auch die dritte erfüllt ist. Daher ist jedes innere Produkt ein semi-inneres Produkt. 
Die Umkehrung gilt nicht. 
Was dem semi-inneren Produkt fehlt, um ein inneres Produkt zu sein, sind die Hermitezität und die Linearität oder Sesquilinearität im zweiten Argument.

## Normierte Räume
Ist {\displaystyle [\cdot ,\cdot ]} ein semi-inneres Produkt auf einem {\displaystyle \mathbb {K} }-Vektorraum {\displaystyle V}, so wird dieser durch die Definition {\displaystyle \|x\|:=[x,x]^{1/2}} zu einem normierten Raum. Umgekehrt kann man zeigen, dass jeder normierte Raum auf diese Weise durch ein semi-inneres Produkt entsteht, das heißt zu jeder Norm gibt es ein semi-inneres Produkt, so dass obige Beziehung gilt. Das war die Motivation für G. Lumer, diesen Begriff einzuführen. Dieser hat bei Weitem nicht die Bedeutung wie das innere Produkt, erlaubt aber in manchen Situationen, Hilbertraum-Argumente auf Banachräume zu übertragen.
Ein semi-inneres Produkt zu einem normierten Raum, das heißt ein solches, das durch obige Formel die gegebene Norm darstellt, ist im Allgemeinen nicht eindeutig. Man kann zeigen, dass man immer ein solches wählen kann, das konjugiert-homogen im zweiten Argument ist, das heißt, für das {\displaystyle [x,\lambda y]={\overline {\lambda }}[x,y]} für alle {\displaystyle x,y\in V} und {\displaystyle \lambda \in \mathbb {K} } gilt. Dabei steht der Querstrich für die komplexe Konjugation, die im Falle reeller Vektorräume entfällt.

## Beispiele
- Die Norm auf Hilberträumen ist durch ein Skalarprodukt gegeben, allgemeiner ist die Norm auf einem Innenproduktraum als die durch das innere Produkt induzierte Norm gegeben.
- Lp-Räume: Ist {\displaystyle (X,\mu )} ein Maßraum und ist {\displaystyle 1<p<\infty }, so setze für {\displaystyle x,y\in L^{p}(X,\mu )}:

{\displaystyle [x,y]:={\frac {1}{\|y\|_{p}^{p-2}}}\int _{X}x|y|^{p-1}\mathrm {sgn} \,y\,\mathrm {d} \mu }
Dies ist ein semi-inneres Produkt, das die {\displaystyle p}-Norm auf  {\displaystyle L^{p}(X,\mu )} definiert.

## Stetigkeitseigenschaften
Es sei {\displaystyle S} die Menge aller Vektoren der Norm 1 eines normierten Vektorraums.
Ein semi-inneres Produkt {\displaystyle [\cdot ,\cdot ]} zu einem normierten Raum heißt stetig, wenn {\displaystyle \lim _{\lambda \to 0}\mathrm {Re} ([y,x+\lambda y])=\mathrm {Re} ([y,x])} für alle {\displaystyle x,y\in S}, dabei steht Re für die Bildung des Realteils. Bei diesem Begriff ist Vorsicht geboten, denn er bedeutet nicht, dass das semi-innere Produkt als Abbildung {\displaystyle V\times V\rightarrow \mathbb {K} } stetig ist, obige Stetigkeitseigenschaft ist offenbar sehr viel schwächer. Man sagt, das semi-innere Produkt sei gleichmäßig stetig, wenn obige Limesgleichung gleichmäßig auf der Menge {\displaystyle \{(x,y);x,y\in S\}} besteht.
Diese Stetigkeiteigenschaften lassen sich mit Differenzierbarkeitseigenschaften der Norm in Verbindung bringen. Ein normierter Raum heißt Gâteaux-differenzierbar, falls 
{\displaystyle \lim _{\lambda \to 0}{\frac {\|x+\lambda y\|-\|x\|}{\lambda }}}
für alle {\displaystyle x,y\in S} existiert, und gleichmäßig Fréchet-differenzierbar, falls dieser Limes gleichmäßig auf  {\displaystyle \{(x,y)\mid x,y\in S\}} existiert. 
Es gilt folgender Satz:
- Ein semi-inneres Produkt ist genau dann stetig (bzw. gleichmäßig stetig), wenn die Norm Gâteaux-differenzierbar (bzw. gleichmäßig Fréchet-differenzierbar) ist.

## Der Dualraum
Für eine bestimmte Klasse von Banachräumen lässt sich ein zum Darstellungssatz von Fréchet-Riesz analoger Satz beweisen:
- Ist {\displaystyle V} ein gleichmäßig konvexer Banachraum mit einem stetigen semi-inneren Produkt {\displaystyle [\cdot ,\cdot ]}, so gibt es zu jedem stetigen, linearen Funktional {\displaystyle f} auf {\displaystyle V} genau ein {\displaystyle y\in V} mit {\displaystyle f(x)=[x,y]} für alle {\displaystyle x\in V}.

Daraus kann man natürlich nicht wie im Falle der Hilberträume schließen, dass {\displaystyle V} zu seinem Dualraum isomorph ist, denn die Zuordnung {\displaystyle f\mapsto y} in obigem Satz ist im Allgemeinen nicht linear. Im obigen Beispiel der {\displaystyle L^{p}}-Räume liegt ein gleichmäßig konvexer Banachraum mit stetigem semi-inneren Produkt vor. Jedes stetige lineare Funktional hat demnach die Form {\displaystyle x\mapsto [x,y]} mit einem {\displaystyle y\in L^{p}(X,\mu )}. Das in obigem Integral auftauchende {\displaystyle |y|^{p-1}} ist ein Element aus {\displaystyle L^{q}(X,\mu )}, wobei {\displaystyle {\tfrac {1}{p}}+{\tfrac {1}{q}}=1}. Dies ist dann nichts anderes als die übliche Dualität von {\displaystyle L^{p}}-Räumen.

## Numerischer Wertebereich
Der numerische Wertebereich eines linearen Operators {\displaystyle T} auf einem normierten Raum {\displaystyle V} lässt sich mittels eines zugehörigen semi-inneren Produktes {\displaystyle [\cdot ,\cdot ]} beschreiben. Der numerische Wertebereich von {\displaystyle T} ist der Abschluss der konvexen Hülle der Menge {\displaystyle \{[Tx,x];x\in V,[x,x]=1\}}.